# 가사이 젠조
가사이 젠조(葛西善藏, 1887년 1월 16일 ~ 1928년 7월 23일)는 일본의 소설가이다.

## 생애
1887년 1월 16일 아오모리현(靑森縣)에서 출생했다. 1908년 3월 히라노 쓰루(平野つる)와 결혼한 직후, 단신으로 도쿄(東京)로 와서 도쿠다 슈세이(德田秋聲)의 문하생이 되어 작가 지망을 결의하게 되었다. 1909년 5월 장남 료조(亮三)가 태어났으나 경제적 곤란 때문에 처자식과 함께 지내는 날보다는 홀로 도쿄에서 하숙 생활을 하며 지내는 날이 많았다. 1912년 히로쓰 가즈로(廣津和郞) 등과 함께 동인지 ＜기세키＞를 창간하여, 여기에 처녀작 ＜애절한 아버지＞를 발표하며 문단에 등장했다.
가사이 젠조는 ‘문예를 위해서는 자신은 물론, 자신에게 부수된 그 어떠한 것도 희생시키고 싶다’, ‘생활 파산, 인간 파산, 그로부터 나의 예술 생활이 시작된다’라는 예술적 신념 때문에, ‘인생의 상식과 인간 생활의 규약을 무시한 작가’, ‘가장 철저하게 집도 현실도 무시한 채 협소한 에고이즘에 살았던 작가’로 평가되어 왔다.
그러나 한편으로는, 가사이 젠조 스스로가 1912년 3월 6일 친구 후나키(船木重雄)에게 보낸 편지 중에서 “문학도 삶도 사랑하지 않는 것은 아니다. 가능하다면 다시금 가정인(家庭人)이 되고 싶다. 눈물이 날 정도로 가정이 그립다”라고 고백하고 있고, 1925년에 발표한 ＜약자(弱者)＞에서 자신은 “일본적인 전통주의자이며, 가족주의자”라고 고백하고 있듯이, 그는 일본 근대 문학자 가운데 그 누구보다도 ‘집(家)’에 대해 강한 집착을 갖고 정애(情愛)에 찬 가족생활을 동경했음에도 불구하고 실생활에 있어서는 가정인으로서의 삶을 살지 못한 비련의 작가라고 할 수 있다. 같은 쓰가루(津輕) 출신 작가인 다자이 오사무(太宰治)는 그의 작품 ＜원숭이 가면을 쓴 자(猿面冠者)＞(1934)에서 “가사이 젠조, 현재 일본에서 가장 불운한 소설가 가운데 한 사람(zenzo kasai, one of the most unfortune japanese novelist at present)”이라고 평가하고 있다.
가사이 젠조가 작가로서 활동한 기간은 1912년부터 1928년까지로 비교적 짧지만, 1912년 처녀작 ＜애절한 아버지＞부터 1917년 ＜설녀(雪をんな)＞까지(초기)는 비교적 ‘자기 및 주위를 정관(靜觀)한 시기’로, 1918년 ＜어린 자식을 데리고＞부터 1922년에서 1923년까지의 제2기(중기)는 ‘자기 및 주위를 가열(苛烈)한 시선으로 바라본 시기’로, ＜모밀잣밤나무의 어린잎＞(1924), ＜호반 수기＞(1924), ＜취광자의 독백(醉狂者の獨白)＞(1927) 등을 쓴 제3기(말기)는 ‘자학적 정신을 발휘하지 않고 체관(諦觀)의 심정으로 자기를 응시하게 된 시기’로 구분된다.
가사이 젠조 작품의 특색을 한마디로 정의하자면, 가사이 스스로가 ＜동료(仲間)＞(1921)에서 자신의 작품에 대해 ‘가난한 채 여기저기 떠돌아 다녔다, 라고 하는 아무런 특색도 취향도 없는 이른바 실생활의 휴지 조각 문학’이라고 말했던 바와 같이, 빈고(貧苦)와 병고(病苦), 일가 이산(一家離散) 등 가사이 자신의 직접적인 생활 체험과 그러한 생활 속에서 고뇌하며 괴로워하는 ‘나’의 심정을 묘사해 낸 자전적 빈고(貧苦) 묘사의 소설이라고 말할 수 있다. 이러한 가족생활에 대한 위기의식과 절망감은 가장으로서, 아버지로서, 작가로서의 삶 그 자체를 암울하고 비극적으로 만들었으며 가사이 문학을 형성하는 직접적인 요인이 되었다고 할 수 있다.
만성적인 천식과 폐결핵, 알코올 중독에 시달리며 무능한 가장으로서, 아버지로서, 작가로서의 일생을 보낸 가사이 젠조는 1928년 6월 자신의 죽음을 예견이라도 한 듯 ＜사죄(お詫び)＞라는 작품을 발표한 지 얼마 지나지 않은 7월 23일 41세의 짧은 생을 마감한다.

## 대표작
대표작은 다음을 포함한다.
- ＜어린 자식을 데리고＞(1918)
- ＜불량아(不良兒)＞(1919)
- ＜어두운 방 안에서(暗い部屋にて)＞(1920)
- ＜모밀잣밤나무의 어린잎＞(1924),＜호반 수기＞(1924)
- ＜취광자의 독백(醉狂者の獨白)＞(1927)

## 같이 보기
- 일본 문학